# Fritz Rumey
Fritz Rumey (3. března 1891 – 27. září 1918) byl německý stíhací pilot – letecké eso bojující v první světové válce.
Na počátku války sloužil jako infanterista u 45. Pěšího regimentu, později u 3. Regimentu granátníků. Jako účastníku bojů na ruské frontě mu byl udělen Železný kříž 2. třídy. V roce 1915 se dostal do kurzu pro piloty ve Francii, po jeho absolvování sloužil nejprve jako pozorovatel. Od května 1917 byl přidělen k Jastě 2 jako pilot. Zakrátko byl převelen k Jagdstaffel 5. Prvního úspěchu dosáhl sestřelením britského pozorovacího balónu 6. července 1917. Do konce roku dosáhl pěti vítězství. Slavného vítězství dosáhl v souboji s kanadským esem Edwardem Eatonem, když 25. června sestřelil jeho Sopwith Camel.
10. července 1918 byl vyznamenán řádem Pour le Mérite za 29 sestřelů. Celý srpen se mu nedařilo, ale za měsíc září zaznamenal 16 vítězných soubojů. Tímto výkonem téměř vyrovnal 17 zářijových vítězství Franze Büchnera. 25. srpna a 24. září v bojích utrpěl zranění. Po leteckém souboji a srážce s jihoafrickým pilotem George Lawsonem se jeho Fokker D.VII řítil k zemi. Rumey vyskočil z padajícího letounu, ale jeho padák se neotevřel.
Celkem sestřelil 45 letadel protivníka.
Rumey byl jedním z nejznámějších a nejúspěšnějších německých stíhacích pilotů. Po jeho smrti byly na jeho počest v Berlíně i jiných německých městech pojmenovány ulice.

## Vyznamenání
- Pruský vojenský pilotní odznak
- Železný kříž, I. třída
- Železný kříž, II. třída
- Pruský vojenský záslužný kříž, zlatý
- Pour le Mérite

údaje použity z: německá Wikipedie-Fritz Rumey/Auszeichnungen